# Bief de la Jonchère

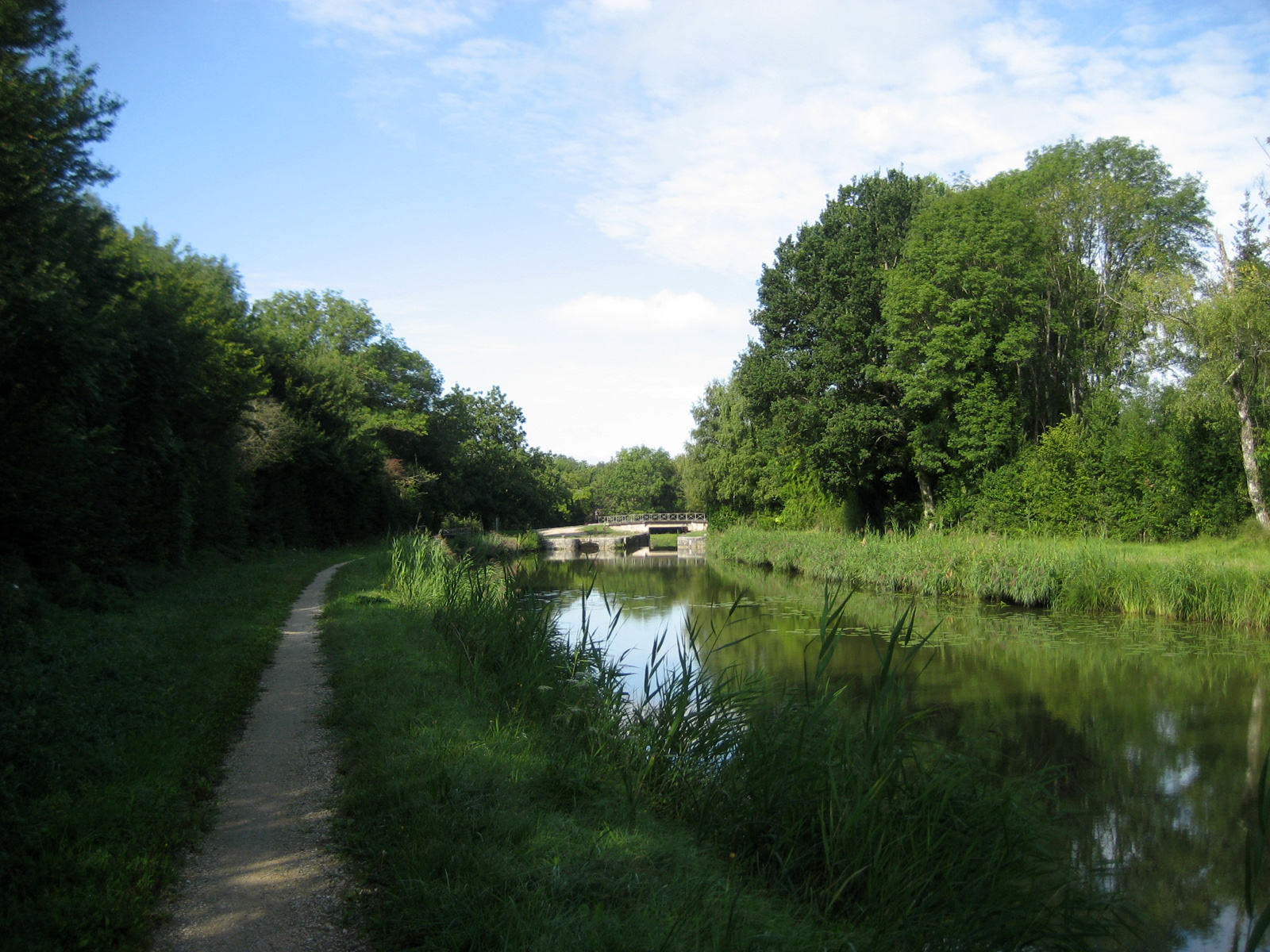
L'écluse du Gué-Girault à Vitry-aux-Loges, extrémité amont du bief de la Jonchère.

Le  bief de la Jonchère  est une section du canal d'Orléans, faisant partie du versant Loire du canal. D’une longueur de 1 970 m, il est situé pour partie sur la commune de Vitry-aux-Loges et pour partie sur la commune de Fay-aux-Loges. Il est bordé en amont par l’écluse du Gué-Girault et, en aval, par l’écluse de la Jonchère.

## Historique
Après le creusement par Robert Mahieu d’un premier tronçon entre Vieilles-Maisons-sur-Joudry et Buges entre 1676 et 1678 et son ouverture au transport du bois et du charbon, la construction du canal jusqu’à la Loire est entreprise de 1681 à 1687 et est inaugurée en 1692. La construction du bief de la Jonchère et de l’écluse de la Jonchère est réalisée dans cette deuxième phase.
De 1692 à 1793 le canal est en plein essor. De 1 500 à 2 000 bateaux remontent par an la Loire depuis Nantes pour gagner Paris. En 1793 le canal devient bien national. De 1807 à 1860, le canal est géré par une société privée, la Compagnie des canaux d’Orléans et du Loing, puis en 1863 sa gestion est confiée aux Ponts et Chaussées pour 91 ans
De 1908 à 1921, alors que le trafic de marchandises par voie fluviale est en pleine régression, des travaux prolongation du canal entre Combleux et Orléans sont entrepris. Avec l’extinction complète du trafic, le canal est déclassé en 1954 des voies navigables et entre dans le domaine privé de l’État.
En 1978 est créé le Syndicat Mixte de Gestion du Canal d'Orléans, qui a pour objet la gestion, la promotion et l’animation de l’ensemble du domaine du canal. En 1984, le département du Loiret prend la gestion du domaine pour 50 ans, laissant au Syndicat la gestion courante du domaine, qui reste toujours propriété de l’État.

## Bief de la Jonchère

### Descriptif
Le bief de la Jonchère s’étend sur une longueur de 1 970 m entre l’écluse du Gué-Girault en amont et l’écluse de La Jonchère en aval. Il est situé pour partie sur la commune de Vitry-aux-Loges et pour partie sur la commune de Fay-aux-Loges
Le bief dispose d’une aire de retournement permettant d'envisager un retournement aisé pour la plupart des bateaux de plaisance. Cet aménagement se distingue par un élargissement conséquent du canal, au minimum de 4 m, sur une longueur maximale de 12 m. Elles est située en aval de l’écluse de Gué Girault.

### Travaux de réhabilitation du canal
Dans le cadre du projet de restauration du canal, des travaux de curage des fonds du bief et de protection des berges sont nécessaires.

#### Curage
Les exigences liées à la remise en navigation du canal imposent le gabarit suivant sur le canal : une hauteur d’eau minimale de 1,40 mètre, correspondant à un tirant d’eau de 1,20 mètre et 0,20 mètre de pied de pilote et une largeur de canal en plafond de 8 mètres au moins. Ceci conduira à réaliser des travaux de curage des fonds des biefs pour libérer le tirant d’eau nécessaire aux bateaux. Sur le bief de la Jonchère, un volume total de l’ordre de 10 087 m3 de vases est à curer, soit, pour une longueur de bief curable de 1 913 m, un volume moyen de l’ordre de 5,3 m3/ml.
Selon l’étude stratégique de 2004, la réalisation de ces travaux de curage est proposée dans le scénario à moyen terme, à savoir pour une remise en navigation à l’horizon 2020.

#### Protections de berges
1850 mètres de berges naturelles du bief sont à protéger dans le cadre du projet de réhabilitation du canal, pour un coût estimé en 2009 à 315 500 euros HT.

## Écluse de La Jonchère
Longueur sas : 41.5 m,
Largeur sas : 6.0 m,
Cote bief amont : 107.43 
Cote bief aval : 102.88
Cote bajoyer : 109.13
L’écluse de La Jonchère présente une longueur de sas de 40 mètres, pour une largeur de 5 mètres. Les cotes NGF des différents éléments caractéristiques de l’écluse sont les suivantes : bief amont : 107.43, bief aval : 102.88, niveau du bajoyer : 109.13. La hauteur de chute est donc de 4,55 mètres.
L’écluse de la Jonchère n’est pas fonctionnelle en l’état. Sa réfection s’inscrit dans le cadre du scénario à moyen terme, à savoir une remise en navigation à l’horizon 2020. Les bajoyers présentent de nombreuses traces de calcite et de la végétation parasite et doivent être réparés. À l’amont, il n’y a pas de porte, mais un batardeau en béton. À l’aval, les portes sont très corrodées et l’étanchéité n’est plus assurée. Ainsi les portes amont et aval doivent être remplacées par des portes neuves. Le batardeau en béton doit en outre être démoli et évacué.

## Pour approfondir